# Чемпионат России по боксу среди женщин 2014
Чемпионат России по боксу среди женщин 2014 года проходил в Анапе с 24 по 30 ноября. В соревновании приняли участие более 100 спортсменок из 45 регионов России, разыгравшие награды в 10 весовых категориях.

## Медалисты
| Весовая категория | Золото                                  | Серебро                                | Бронза                                                                     |
| ----------------- | --------------------------------------- | -------------------------------------- | -------------------------------------------------------------------------- |
| до 48 кг          | Светлана Гневанова Московская область   | Екатерина Пинигина Костромская область | Кристина Фатеева Челябинская область н/д                                   |
| до 51 кг          | Александра Кулешова Челябинская область | Светлана Солуянова Москва              | н/д Виктория Кулешова Московская область                                   |
| до 54 кг          | Лилия Аетбаева Кемеровская область      | Виктория Гуркович Оренбургская область | Татьяна Зражевская Воронежская область Людмила Шахова Оренбургская область |
| до 57 кг          | Мария Сартакова Челябинская область     | Анастасия Храмова ХМАО                 | н/д                                                                        |
| до 60 кг          | Наталья Шадрина Бурятия                 | Айзанат Гаджиева Москва                | н/д Анастасия Горажанцева ХМАО                                             |
| до 64 кг          | Дарья Абрамова Тульская область         | н/д                                    | Елена Устинова Алтайский край н/д                                          |
| до 69 кг          | Ирина Потеева Свердловская область      | н/д                                    | н/д                                                                        |
| до 75 кг          | Оксана Трофимова Челябинская область    | н/д                                    | н/д                                                                        |
| до 81 кг          | Любовь Пашина ХМАО                      | Мария Уракова Волгоградская область    | н/д                                                                        |
| свыше 81 кг       | Ирина Синецкая Ставропольский край      | Валентина Михайлина ХМАО               | Виолетта Бондаренко Хакасия н/д                                            |